# Angelė Rupšienė
Angelė Rupšienė   (Vílnius, 27 de juny de 1952) és una exjugadora de bàsquet lituana que va competir sota bandera soviètica durant la dècada de 1970.
El 1976 va prendre part en els Jocs Olímpics de Mont-real, on guanyà la medalla d'or en la competició de bàsquet. Quatre anys més tard, als Jocs de Moscou, revalidà la medalla d'or. En el seu palmarès també destaquen dues medalles d'or al Campionat del Món de bàsquet (1971 i 1975) i tres al Campionat d'Europa de bàsquet (1972, 1976 i 1978).